# Nevertheless, she persisted

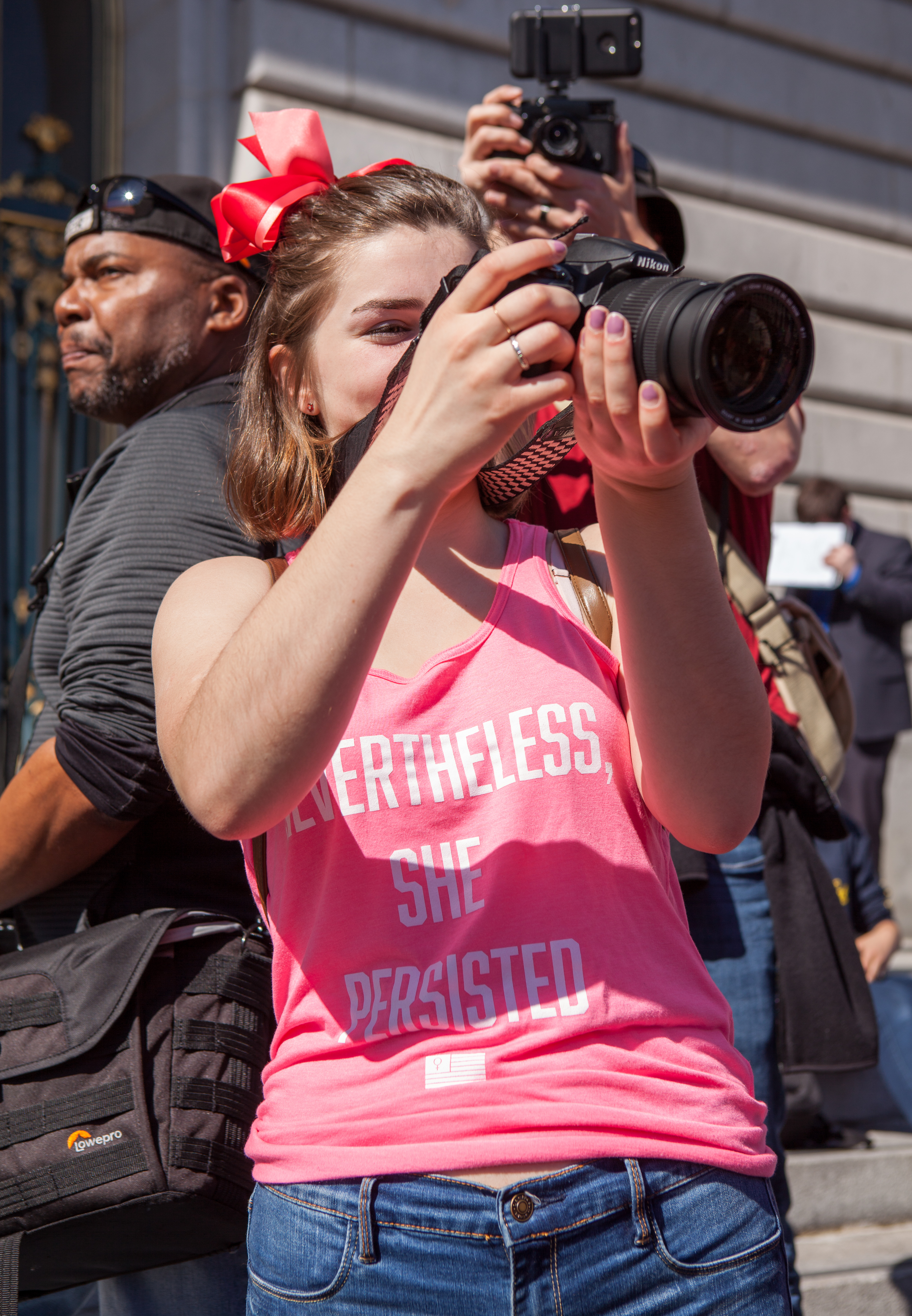
Una assistent a un acte del Dia Internacional de les Dones portant una samarreta amb el lema "Nevertheless, she persisted"

"Nevertheless, she persisted" (en català "Tanmateix, persistí") és una expressió adoptada pel moviment feminista, particularment als Estats Units. Va esdevenir popular el 2017 després d'un vot al Senat dels Estats Units per silenciar les objeccions d'Elizabeth Warren a la confirmació del senador Jeff Sessions com a fiscal general dels EUA. El líder de la majoria del Senat Mitch McConnell va fer aquest comentari després de la votació argumentant perquè havia estat silenciada.
L'expressió es va fer viral després que les feministes la pengessin a les xarxes socials amb hastags referenciant altres dones. Crítics conservadors creuen que les comparacions entre Warren i altres activistes polítiques femenines són inapropiades. El significat de l'expressió ha passat a referir-se més àmpliament a la persistència de les dones en trencar murs, malgrat ser silenciades o ignorades.